# Palomar 1
Palomar 1 – gromada kulista znajdująca się w konstelacji Cefeusza, należąca do halo Drogi Mlecznej. Gromada została odkryta w 1954 roku w programie Palomar Observatory Sky Survey przez George’a Ogdena Abella, wtedy też została sklasyfikowana jako gromada kulista. Jest to stosunkowo młoda gromada w porównaniu do reszty gromad w naszej galaktyce, jej wiek ocenia się na 6,3 do 8 miliardów lat na podstawie jej znacznego bogactwa w metale. Przypuszcza się także, że historia jej ewolucji mogła być podobna do gromady kulistej Terzan 7 w gwiazdozbiorze Strzelca.